# Poum Lake
Poum Lake är en sjö i Kanada.   Den ligger i provinsen British Columbia, i den sydvästra delen av landet, 3 700 km väster om huvudstaden Ottawa. Poum Lake ligger 825 meter över havet. Arean är 0,16 kvadratkilometer. Den sträcker sig 0,3 kilometer i nord-sydlig riktning, och 0,8 kilometer i öst-västlig riktning.
I omgivningarna runt Poum Lake växer i huvudsak barrskog. Runt Poum Lake är det glesbefolkat, med 14 invånare per kvadratkilometer.